# Cinema São Jorge
El Cinema São Jorge se localiza en Lisboa, concretamente en la Avenida da Liberdade. Tiene solo tres salas, pero todos ellas con una gran capacidad (entre 100 a 827 personas). En sus instalaciones, además de películas, se pueden encontrar espectáculos de danza, teatro, y algo más. Está clasificada como de interés público por el IPPAR.